# Turbo Pascal
Turbo Pascal es un sistema de desarrollo de software que incluye un compilador y un entorno de desarrollo integrado (IDE) para el lenguaje de programación Pascal, desarrollado por Borland y liderado por Philippe Kahn. 
Fue lanzado en 1983 para MS-DOS, CP/M, CP/M-86 y, posteriormente, para Microsoft Windows, fue durante mucho tiempo la versión más extendida del lenguaje Pascal. También hubo una versión de corta vida para Apple Macintosh.

## Borland Pascal
El nombre de Borland Pascal fue generalmente reservado para los paquetes de gama alta para Microsoft Windows (con más bibliotecas y la biblioteca estándar de código fuente), mientras que la original, más barato y ampliamente conocida versión fue vendido como Turbo Pascal.

## Versiones
Borland lanzó siete versiones de Turbo Pascal: 1.0 a 5.5 (Orientado a Objetos), 6 y 7 para MS-DOS. Fue sustituido por Borland Delphi.
Turbo Pascal 1.0, 1983. Compila directamente en código máquina. Requiere 32 kilobytes de RAM. Tiene un compilador integrado / editor, de alta velocidad de compilación. 
Turbo Pascal 2.0, 1984. Se aumentó el tamaño del programa generado – permite hasta 64 kilobytes de código, pila y datos. Versión para DOS soporta coprocesador matemático y decimales aritmética binaria (con código binario decimal. 
Turbo Pascal 3.0, 1985. Apoyo a la estructura de recubrimiento. Apoyo a los modos gráficos. Especial sub-imagen para el PC compatible ordenadores de IBM, incluyendo la “concha de tortuga” horario. Kit de herramientas. 
Turbo Pascal 4.0, 1987. Separa la compilación de los módulos. El tamaño está limitado solo por la RAM. Menú impulsado por el entorno de desarrollo integrado, módulos inteligentes de diseño. Stand-alone de línea de comandos del compilador. Ayuda sensible al contexto del sistema. 
Turbo Pascal 5.0, 1988. Restaura el apoyo a las estructuras de recubrimiento. Construido el depurador. Separa depurador (Turbo Debugger). Emulación del coprocesador matemático. Soporte para controladores gráficos BGI (Borland Graphic Interface). 
Turbo Pascal 5.5, 1989. Programación orientada a objetos. Posibilidad de copiar los ejemplos de programa desde el sistema de ayuda. Posee el Turbo Profiler que permite optimizar el código. 
Turbo Pascal 6.0, 1990. Incluye la Biblioteca Turbo Vision. El IDE nuevo, volver a escribir utilizando Turbo Vision, empleo del ratón y soporta múltiples archivos al mismo tiempo de edición en diferentes ventanas. La capacidad de especificar el depurador integrado y condicionales en el número de puntos de interrupción. Incorpora ensamblador, permite MLTB en el 
Turbo Pascal para Windows. Creación de programas de 16 bits en Windows. Servicios de biblioteca de objetos de Windows Library (OWL), Similar en la ideología a la de Turbo Visión. IDE gráfico. 
Borland Pascal 7.0, 1992. Fecha de lanzamiento de Borland Pascal 7.0, incluye un Turbo Pascal 7.0 más barato y menos potente que también suministra por separado. BP 7.0, permite crear programas en modo real.

## Antecedentes
El lenguaje de programación Pascal es un lenguaje de alto nivel y propósito general (aplicable a una gran cantidad de aplicaciones diversas) desarrollado por el profesor suizo Niklaus Wirth (Instituto Tecnológico de Zúrich, Suiza). El propósito de Wirth era crear un lenguaje para la enseñanza de técnicas de programación a estudiantes universitarios. Pero a medida que pasaban los años, Pascal se iba convirtiendo en un estándar en el mundo de la programación.
Una versión preliminar del lenguaje apareció en 1968 y el primer compilador totalmente completo apareció a finales de 1970. Desde entonces, muchos compiladores han sido construidos y están disponibles para diferentes máquinas. Durante muchos años, el libro Pascal User Manual and Report, publicado por Wirth y Kathleen Jensen en 1974, ha servido de facto como estándar de todas las versiones.
Las diferentes versiones ofrecían interpretaciones ligeramente diferentes que impedían la compatibilidad entre ellas. Por estas razones, diferentes proyectos se iniciaron para producir una definición estándar del lenguaje y culminaron en dos estándar: uno de la Internacional Standard Organization (ISO) en 1982 y otro por un comité conjunto del American National Standards Institute (ANSI) y del Institute of Electrical and Electronics Engineers (IEEE).
Estas dos versiones o definiciones se conocen como ISO Pascal y ANSI/IEEE Pascal, y difieren en algunos aspectos no especialmente significativos. Sin embargo, una versión no estándar se ha popularizado considerablemente: Turbo Pascal (marca registrada por Borland International, Inc.). Esta versión ha contribuido en gran medida a la popularización del lenguaje Pascal.
El nombre de Borland Pascal fue generalmente reservado para los paquetes de gama alta para Microsoft Windows (con más bibliotecas y la biblioteca estándar de código fuente), mientras que la original, versión más barata y ampliamente conocida fue vendido como Turbo Pascal.
Turbo Pascal es un entorno de desarrollo para el lenguaje de programación Pascal. Se utiliza en Turbo Pascal basado en el anterior UCSD Pascal, ganó aceptación, en especial en los equipos que de la serie de Apple II. El compilador de Turbo Pascal se basó en Blue Label Pascal, creado originalmente en 1981 por Anders Hejlsberg para el sistema operativo NasSys, microcomputadora Nascom. reescrito más tarde como Pascal para el sistema operativo CP/M, y luego como un Turbo Pascal para DOS y CP/M. Una de las versiones de Turbo Pascal estuvo disponible para Apple Macintosh alrededor de 1986, pero su desarrollo se detuvo alrededor de 1992.

## Historia
El lenguaje de programación Pascal apareció por primera vez en 1971, de la mano de Niklaus Wirth.
Wirh inventó el lenguaje como una forma de mejorar el por aquel entonces arcaico Algol. No es el primer lenguaje que Wirth diseña, posteriormente inventó el Modula-2 y el Oberon. Sin embargo, paradójicamente, esos dos lenguajes han sido ampliamente superados por el Extended Pascal y el Object Pascal. De todos esos lenguajes, Pascal es el que más éxito ha tenido.
Aunque nace a principios de los 70, Pascal cobra auténtica vida a partir de principios/mediados de los 80, popularizado por el fabuloso Turbo Pascal de MS-DOS para PC, y sobre todo el Apple Pascal. Pascal ha sido tan popular hasta mediados de los 90, que una gran parte (la mayor parte) de las aplicaciones desarrolladas para Mac estaban realizadas en Pascal, así como una enorme parte también de los programas de MS-DOS.
Todavía hoy, Pascal se enseña en las universidades como primer lenguaje, pues se trata de un lenguaje muy legible.
Fue Borland la que, hasta el Turbo Pascal 7, se encargó de la mayor parte de la evolución de este lenguaje. A mediados de los 90, con el boom de Windows y el renacimiento de los sistemas Unix (entre ellos Linux) como ordenadores servidores primero y luego como estaciones de trabajo, motivó que Pascal pasara a un segundo plano en beneficio de C.
En ese momento, prácticamente solo Delphi (Object Pascal para Windows) consiguió mantenerse en la brecha, pero conformándose con una pequeña parte del mercado solamente.
Casi todo el mundo intentó pasarse a C++.  C++ no consiguió calar del todo por su extrema complejidad. Su sistema de objetos, los macros, los crípticos nombres de funciones, los namespaces tan difíciles de manejar, los templates, la STL y otra serie de cosas, hicieron que rápidamente mucha gente no intentara usar esa herramienta que todo el mundo proclamaba que era tan potente, a buscar alternativas que fueran más simples y prácticas. Sun, la compañía en el origen del Java, se gastó mucho dinero en promocionar su lenguaje, y tuvo un gran éxito, sin duda debido no solo al dinero en publicidad, sino a la gente que escapaba escaldada del C++. En realidad, Java no es un lenguaje fácil de aprender (obliga a pensar en objetos desde el principio, algo que a los novatos les suele costar), pero comparado con C++, se podía considerar como algo sencillo.
Borland, una compañía con no tanto dinero como Sun, no pudo competir con Pascal, y se tuvo que conformar sacando su propia máquina virtual de Java. Pero Delphi no ha dejado nunca de existir. Aun hoy sigue sacando versiones Delphi, con gran éxito, aunque no consigue subir significativamente su porcentaje de participación en el mercado.
El paso de Turbo Pascal a Delphi también trajo como consecuencias que apareciera Kylix, que no es más que un Delphi multiplataforma. No caló lo suficiente, debido a la licencia cerrada, y a que imponía que el programa compilado fuera GPL.
Posteriormente Microsoft compró la mayor parte de Borland. Con ello se abandonó Kylix, Linux, y se hizo a Borland 100% Windows. Esta estrategia prácticamente ha arruinado el avance de Pascal frente a otros lenguajes, en el entorno corporativo.
En el momento en que Borland pasó de Turbo Pascal a Delphi, apareció Free Pascal. Free Pascal es un intento de la comunidad de código libre de hacer un compilador compatible con Turbo Pascal para todas las plataformas más extendidas (incluido Linux, OS X y Windows). Desde la versión 2.0, Free Pascal es además compatible con Delphi.
Free Pascal es, hoy en día, el sistema preferido para programar en Pascal multiplataforma. Su IDE principal, el Lazarus, un clon del Delphi, corre tanto en Windows como en OS X como en Linux.
Lazarus y Free Pascal son la gran esperanza del lenguaje de programación Pascal, y de los entornos de desarrollo multiplataforma en general. Su desarrollo es muy activo, y con toda seguridad tiene un futuro prometedor.[cita requerida]

## Características
Turbo Pascal es un sistema de desarrollo de software que incluye un compilador y un entorno de desarrollo integrado (IDE) para el lenguaje de programación Pascal, desarrollado por Borland y liderado por Philippe Kahn. Saliö a la venta en 1983 para MS-DOS, CP/M, CP/M-86 y, posteriormente, para Microsoft Windows. También hubo una versión de corta vida para Apple Macintosh.
El compilador de Pascal de Borland, famoso en todo el mundo, fue presentado en 1985. El compilador Turbo Pascal ha sido una de las series de compiladores que mejor se han vendido de todos los tiempos, e hizo de Pascal un lenguaje especialmente importante en la plataforma PC, gracias a su equilibrio entre simplicidad y potencia. Turbo Pascal introdujo un entorno integrado de programación (IDE) en que se podía editar el código (en un editor compatible con WordStar), ejecutar el compilador, ver los errores, y volver directamente a las líneas que contenían los errores. Ahora suena trivial, pero antes de eso había que salir del editor, volver a MS-DOS, ejecutar el compilador de línea de comandos, anotar las líneas erróneas, abrir de nuevo el editor y buscarlas.
Además, Borland puso a la venta Turbo Pascal por 49 dólares (USA), mientras que el compilador de Pascal de Microsoft estaba a unos cuantos cientos de dólares. Los muchos años de éxito de Turbo Pascal contribuyeron a que Microsoft finalmente retirase su compilador del mercado.  